# Belleman van Baasrode

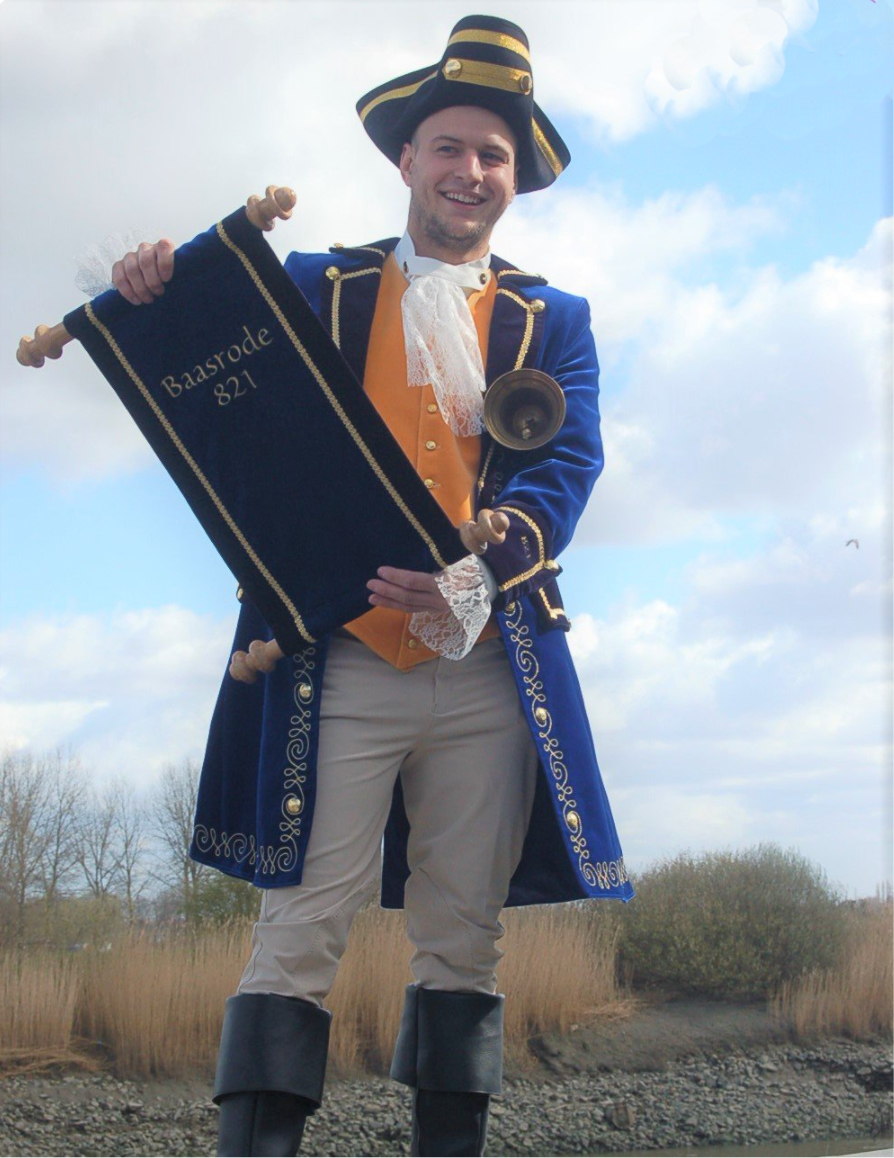
Jordy Van Praet, de huidige Belleman van Baasrode.

De Belleman van Baasrode, een deelgemeente van Dendermonde, deed vroeger de officiële publieke aankondigingen en opende allerlei evenementen. De belleman wandelde zo met zijn bel door de straten om het nieuws aan te kondigen, maar in Baasrode had hij vooral zijn vaste plaats aan de kerk. Vanaf de Sint-Ursmarusstraat is nog steeds tegen de kerkmuur het opstapje zichtbaar van waarop de Baasroodse Belleman zijn aankondigingen deed.
In 2021, het jaar dat Baasrode zijn 1.200ste verjaardag vierde, werd besloten om deze functie nieuw leven in te blazen. Op 27 maart werd Jordy Van Praet officieel aangesteld als Belleman van Baasrode door burgemeester Piet Buyse en op 7 augustus volgde de officiële opname in de Gilde van de Bellemannen. Datzelfde jaar behaalde de Baasroodse Belleman de vierde plaats op het Belgisch kampioenschap Bellemannen in Veurne.